# Taeniopteryx fusca
Taeniopteryx fusca är en bäcksländeart som beskrevs av Ikonomov 1980. Taeniopteryx fusca ingår i släktet Taeniopteryx och familjen vingbandbäcksländor. Inga underarter finns listade i Catalogue of Life.